# Wilhelm Haferkamp
Wilhelm Haferkamp (Alemania, 1 de julio de 1923 - Bruselas, 17 de enero de 1995) fue un político alemán, perteneciente al Partido Socialdemócrata de Alemania, que fue miembro de la Comisión Europea. Fue nombrado miembro de la Comisión por el gobierno de Alemania Occidental en 1967, y formó parte de múltiples mandatos de la Comisión desde entonces. Desempeñó varios puestos, incluyendo la vicepresidencia. 
En la Comisión Rey de 1967 ocupó el cargo de Comisionado para la Energía. Su cartera luego amplió para incluir el mercado interior en 1970, bajo la Comisión Malfatti y la Comisión Mansholt hasta 1973, cuando se incorporó a la Comisión Ortoli como Comisario de Economía, Finanzas, Crédito e Inversiones. Su último cargo fue Comisario de Relaciones Exteriores, cargo que desempeñó hasta 1985 en el marco de la Comisión Jenkins y la Comisión Thorn.